# 타간스카야역 (콜체바야선)
타간스카야 역(러시아어: Тага́нская)은 모스크바 지하철 콜체바야 선의 역이다. 1950년 1월 1일에 개장했다.

## 지리
타간스카야 역에서는 타간스카야 광장으로 나갈 수 있다.

## 환승
타간스카야 역에서는 타간스코 크라스노프레스넨스카야 선의 타간스카야 역과 칼리닌스코 솔른쳅스카야 선의 마륵시스츠카야 역으로 갈아탈 수 있다.